# P-15 (radar)

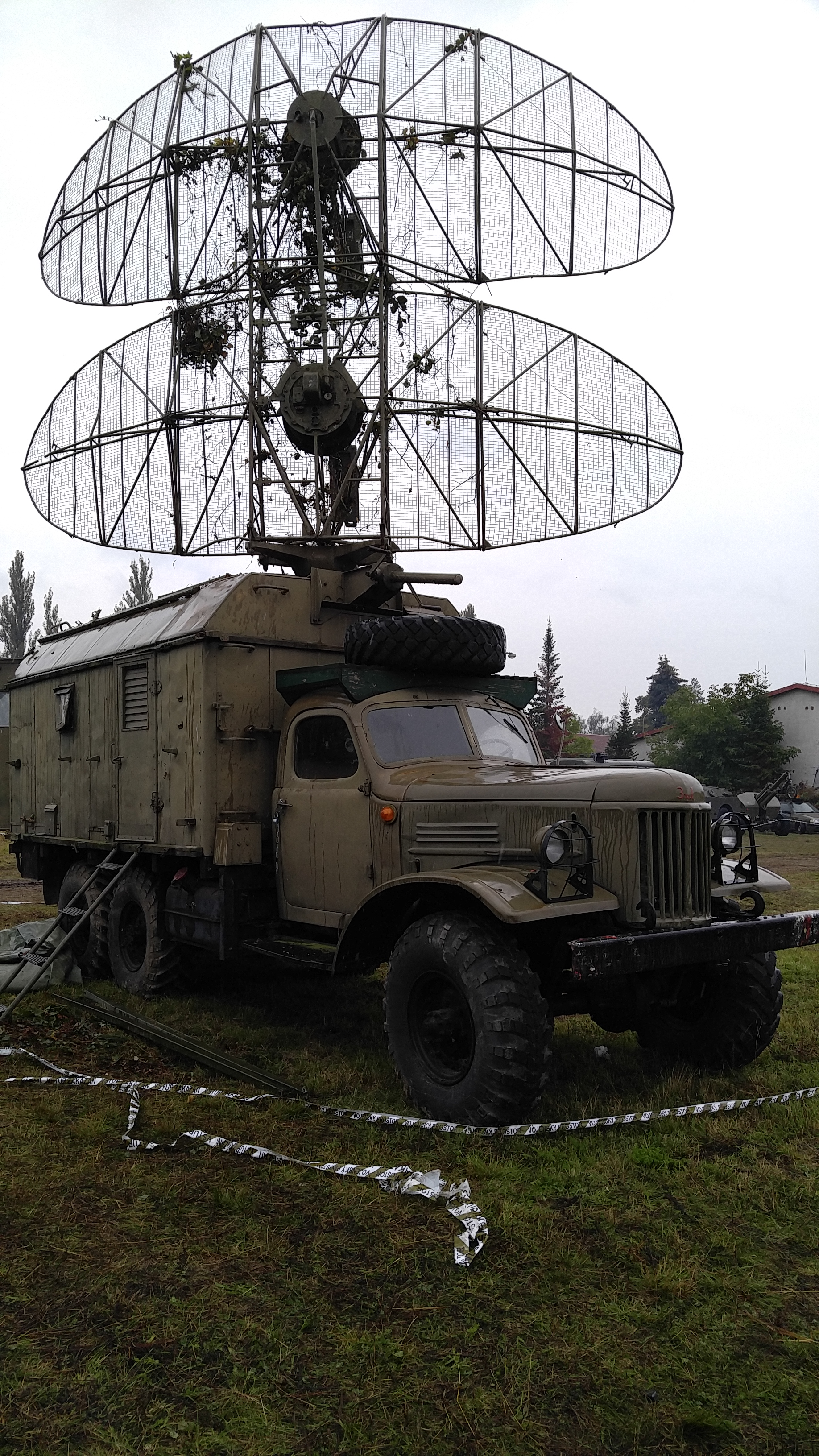
Radiolokátor P-15

Radar P-15 „Stezka“ (rusky Тропа; anglicky Trail), nebo také 1RL13 (podle označení ASCC „Flat Face A“) je 2D UHF radiolokátor vyvinutý a používaný v bývalém Sovětském svazu.

## Vývoj
V roce 1952 SRI-244 začalo s vývojem zařízení, jež se později stalo základem radaru včasného varování "P-15". Od roku 1955 radar prošel zkouškami a byl zařazen do služby protiletadlových jednotek Ozbrojených sil SSSR. Radar P-15 byl navržen k odhalování letadel letících v malých výškách a byl propojen s protiletadlovým systémem S-125 (označení v rámci NATO jako SA-3 "Goa"). Později byl nahrazen radarovým systémem P-15M2, který se vyznačoval jedinou radarovou anténou umístěnou na 20-30 metrovém stožáru zajišťujícím lepší pokrytí prostoru.
Od roku 1959, kdy modernizovaný P-15M úspěšně prošel státním testovacím programem, byla nahrazena zastaralá elektronika. V roce 1962 prošel testy systém P-15 s další modernizací a byl označován jako P-15N. Radar byl vyvíjen a vyráběn v uljanovském závodě. P-15N byl vybaven citlivějším přijímačem, kterým se vylepšil dosah detekce cíle a také novým vysílačem. Další vylepšení byli uvedeny v praxi v roce 1970, kdy P-15MN prošel testy a zahrnoval koherentní pulsní dopplerův filtr pro potlačení pevných cílů. Byl to první radar svého druhu v Sovětském svazu. Nakonec, v roce 1974, modernizace P-15 byla tak rozsáhlá, že vyústila v celkovou změnu konstrukce, známou pod označením P-19 "Dunaj", neboli 1RL134. Pro Radar P-19 se v zemích NATO vžilo označení "Flat Face B".

## Popis
Radar P-15 je zařízení s vysokou mobilitou. Anténa, jež je přimontována přímo na jednom nákladním voze (ZIL-157) sloužícím k transportu, mohla být sestavena a rozebrána v méně jak 10 minutách. P-15 využíval dvě antény tvaru eliptické paraboly umožňující jak vysílání tak i příjem signálu, přičemž každá jednotlivá anténa je zásobována vlastním zdrojem signálu. Radiolokátor byl schopen v krátkém čase změnit svou frekvenci do jedné ze čtyř předvolených frekvencí k zamezení aktivní interference, pasívní interference je odstraňována koherentním dopplerovým filtrem. Azimut byl určován mechanickým prohledáváním, pomocí přidruženého PRV-11 se zajišťovalo určení elevace. Pro identifikaci vlastní-cizí je obecně používán ve spojení s radiolokátorem P-15 sekundární radar a to převážně typ 1L22, místo původního zařízení NRZ-15.

## Využití
Radiolokátor P-15 byl využíván Sovětským svazem od roku 1955 a v období studené války i v armádě ČSSR. Od té doby se postupně stal zastaralým, avšak byl předán následnickým státům SSSR po pádu Sovětského svazu. Radar ovšem byl ve velkém nahrazen následníkem P-19.